# 南一輝
南 一輝（みなみ かずき、2000年1月24日 - ）は、日本の体操選手。

## 来歴
下関国際高等学校、仙台大学出身。
ドイツコトブスとパリで開催された2019年FIG体操ワールドカップの種目別ゆかで金メダルを獲得した。
北九州市で開催された2021年世界体操競技選手権において3位でゆかの決勝に進出し、銀メダルを獲得した。
ベルギーアントウェルペンで開催された2023年世界体操競技選手権の団体総合で金メダル、ゆかで銀メダルを獲得した。

## 名を冠した技
カタールドーハで開催された2023年FIG体操ワールドカップのゆかで、「後方抱え込み2回宙返り3回半ひねり」を初めて成功させた。 
国際体操連盟（FIG）はこの技をH難度の新技と認定し、「ミナミ」と命名した。

## 関連事項
- 体操競技の技名一覧